# Franck Renou
Franck Renou (Ancenis, 19 novembre 1973) è un ex calciatore francese, di ruolo centrocampista.

## Caratteristiche tecniche
Giocava come trequartista.

## Carriera
Cresciuto nel settore giovanile del Nantes, ha esordito in prima squadra il 20 novembre 1993 disputando l'incontro di Division 1 perso 3-1 contro l'Olympique Marsiglia.
Nella stagione 1994-1995 ha vinto il campionato francese contribuendo con 12 presenze e due reti.
L'anno successivo ha segnato la rete del definitivo 3-2 nella semifinale di ritorno di Champions League contro i futuri campioni d'Europa della Juventus, punteggio che non basta al club francese per ribaltare lo 0-2 dell'andata.
Ha concluso prematuramente la sua carriera al termine della stagione 2001-2002, all'età di 28 anni.

## Palmarès
- Campionato francese: 1

Nantes: 1994-1995